# 최승희
최승희(崔承喜, 1911년 11월 24일~1969년 8월 8일)는 경기도 경성부 출신이며, 조선 최고의 무용가 였으며, 6.25 전쟁 당시 남편 안막을 따라 월북을 하게 되었다. 이후, 조선민주주의인민공화국의 무용가로 활동하였으며, 많은 제자들을 배출하였지만 탈북을 하는 과정에서 밤나무에 달려 총살당하였다고 전해진다. 본관은 해주(海州)이다. 남편은 문학평론가 안막이다.
마지막 남은 직계 제자는 현재 2000년대 초반 탈북을 한 무용가 김영순이다.

## 생애

### 무용 입문
경기도 경성부에서 출생하여 지난날 한때 강원도 춘천에서 잠시 유아기를 보낸 뒤 경성부에서 성장하였다. 숙명여자고등보통학교를 졸업하고 1926년 일본에 유학하여 현대무용가 이시이 바쿠를 사사했다.

### 무용 활동
두 차례 일본 유학 이후에 국내에서 독자적인 근대 무용 공연을 가지면서 대중적으로 큰 인기를 모으게 되었고, 《반도의 무희》(1936)라는 영화에 출연하고, 자서전 《나의 자서전》(1936)을 출간할 정도로 유명해졌다. 1930년대 후반에는 수 년 동안 칠레 등에서의 해외 순회 공연을 벌이면서 세계적인 명성도 얻었다.

### 조선민주주의인민공화국에서의 예술 활동
광복 후 남편인 안막을 따라 월북해서 최승희무용연구소(평양시)를 세워 소장에 취임하고 공훈배우, 인민배우 칭호를 받은 뒤 최고인민회의 대의원에 선출되기도 했다. 1958년 안막이 숙청되면서 연금 당했다는 설이 나돈 이래, 행적이 거의 알려지지 않아 숙청된 것으로 추정된다. 그러나 사후 34년뒤인 2003년 2월 한설야와 함께 복권되었고, 같은해 묘지는 애국렬사릉으로 이장되었다.

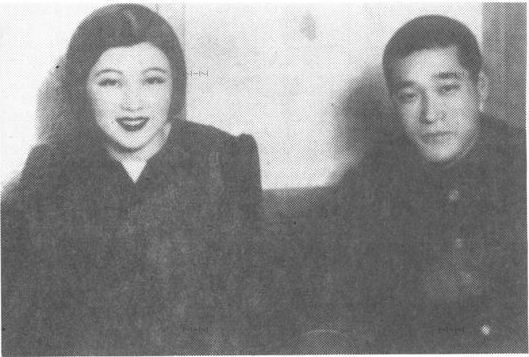
1936년 하계 올림픽 마라톤 우승 직후 한 음식점에서 최승희와 손기정

### 무용계의 영향
최승희는 신무용의 창시자로서 한국 무용계에 끼친 영향이 지대하다. 작품으로는 〈영산춤〉, 〈에헤라 노아라〉, 〈달밤의 곡〉, 〈반야월성곡〉, 〈우조춤〉, 〈칼춤〉, 〈보살춤〉, 〈초립동〉, 〈고구려 무희〉, 〈광상곡〉, 〈가면의 춤〉, 〈승무〉, 〈인도인의 비애〉, 〈해방을 구하는 사람들〉, 〈방랑인의 설움〉, 〈봉산탈춤〉, 〈유격대의 아들〉 등이 있고, 북한에서 쓴 저서로 《조선민족무용기본》, 《조선아동무용기본》이 있다.

### 자녀
안막과의 사이에서 낳은 딸인 안성희도 소련에서 발레 유학을 하고 돌아와 북한에서 무용가 및 안무가로 활동했다.

## 사후
2007년, 1930년대 초반에 가수로 음반을 낸 '최승이'가 음성 분석 결과 최승희와 동일 인물로 밝혀졌다는 주장이 나왔다.
일제강점기 말기에 일본군 위문 공연에 참여하고 여러 차례 거액의 국방헌금을 내는 등 일제에 협조한 행적이 있어 친일 논란이 계속되었다. 1941년에는 군국주의를 선전하는 영화 《그대와 나》에서 무용 공연을 펼쳤고 1943년에는 75,000원이 넘는 거액의 국방헌금을 기부했다. 그 외에 중국에서 열린 황군 위문 공연에 참여했고 국민총력문화표창을 받은 일본풍 창작 무용 《무혼》(武魂) 제작에 참여했다. 이러한 행적으로 인해 2008년 민족문제연구소가 친일인명사전에 수록하기 위해 정리한 친일인명사전 수록예정자 명단에 포함되었다. 친일반민족행위진상규명위원회에서도 최승희를 《일제강점하 반민족행위 진상규명에 관한 특별법》에 명시된 친일반민족행위 결정 심의 대상자 명단에 올렸지만 그의 친일 행위와 관련된 논란이 많다는 사실, 일제 강점기 당시의 사회적 분위기에서 드물게 조선 문화를 세계에 알린 사실이 인정되어 기각했다.
최승희의 국방헌금 헌납은 강요된 것이었으리라는 추측이나, 설혹 친일행위가 사실이더라도 이로 인해 그의 춤에 대한 역사적 평가가 폄하되어서는 안 된다는 주장 등 일제 강점기의 행적에 문제가 없었으리라는 주장도 있다.
홍천군에서 최승희의 춤 선양사업 등을 한 예정이었으나, 광복회 등 단체와 여론의 반대로 중단되었다.

## 수상
1999년 한국예술평론가협의회 선정 20세기를 빛낸 한국의 예술인

## 참고자료
- 정수웅 (2004년 6월 7일). 《최승희 - 격동의 시대를 살다간 어느 무용가의 생애와 예술》. 서울: 눈빛. ISBN 978-89-7409-841-4

## 최승희를 연기한 배우들
- 채시라 - 《최승희》 (1995년) MBC 드라마

## 같이 보기
- 무용가최승희기념사업회